# Acrocnida
Acrocnida is een geslacht van slangsterren uit de familie Amphiuridae.

## Soorten
- Acrocnida brachiata (Montagu, 1804) - Ingegraven slangster
- Acrocnida semisquamata (Koehler, 1914)
- Acrocnida spatulispina Stöhr & Muths, 2010